# Instandsetzungskommando 1
Das Instandsetzungskommando 1 war eines der Instandsetzungskommandos des Heeres der Bundeswehr. Der Stabssitz war Bielefeld. Das Instandsetzungskommando war Teil der Korpstruppen des I. Korps.

## Aufträge
Das Instandsetzungskommando bündelte auf Ebene des Korps die Truppenteile der Instandsetzungstruppe. Auftrag war vorrangig die Prüfung, Wartung und Instandsetzung der Waffensysteme, Fahrzeuge, und elektronischen Geräte wie Fernmeldetechnik oder Drohnen der Korpstruppen des I. Korps. Die unterstellten Divisionen und Brigaden führten eigene Truppenteile der Instandsetzungstruppe; lageabhängig unterstützte das Instandsetzungskommando diese nachgeordneten Verbände. Das Instandsetzungskommando führte Reparaturen höchstens bis zur Stufe Feldinstandsetzung durch; für Arbeiten höherer Materialerhaltungsstufen war insbesondere das Versorgungskommando 800 des Territorialheeres zuständig, das eigene Heeresinstandsetzungswerke und Depotinstandsetzungsgruppen führte oder die Aufträge privatwirtschaftlichen Unternehmen übertrug. Nebenauftrag des Instandsetzungskommandos war die Kampfmittelbeseitigung.
Im Frieden bestand das Instandsetzungskommando um 1989 nur aus rund 1500 aktiven Soldaten. Im Verteidigungsfall konnte das Instandsetzungskommando nach der Mobilmachung durch die Einberufung von Reservisten auf rund 3000 Mann aufwachsen. Insgesamt entsprach die Größe des Instandsetzungskommandos damit nach der Mobilmachung in etwa 50 % der Größe einer der Brigaden des Feldheeres.

## Gliederung
Um 1989 gliederte sich das Instandsetzungskommando grob in:
- Stabskompanie Instandsetzungskommando 1, Bielefeld
  -  Instandsetzungsbataillon 110 (teilaktiv), Coesfeld
  -  Instandsetzungsbataillon 120 (teilaktiv), Rheine
  -  Instandsetzungsbataillon 130 (GerEinh), Bad Rothenfelde
  -  Instandsetzungsausbildungskompanie 9/I, Stadtoldendorf
  -  Instandsetzungsausbildungskompanie 10/I, Dülmen (im Frieden zu Instandsetzungsbataillon 120)
  -  Instandsetzungsausbildungskompanie 11/I, Coesfeld (im Frieden zu Instandsetzungsbataillon 110)

## Geschichte
Das Instandsetzungskommando wurde 1972 zur Einnahme der Heeresstruktur III in der Ravensberger-Kaserne in Bielefeld aufgestellt. Für den Nachschub als die zweite Säule der Logistik im Korps war der „Schwesterverband“ Nachschubkommando 1 zuständig.
Nach Ende des Kalten Krieges wurde das Instandsetzungskommando 1994 etwa zeitgleich mit der Umgliederung des I. Korps zum 1. Deutsch-Niederländischen Korps außer Dienst gestellt.

## Verbandsabzeichen

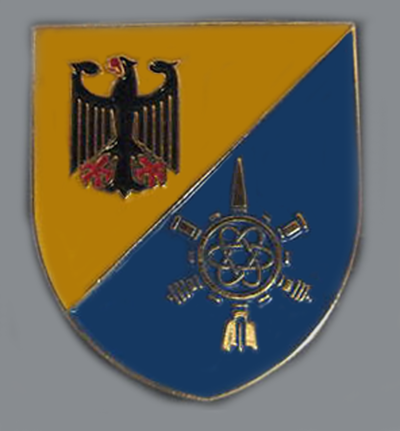
Internes Verbandsabzeichen des Stabes/Stabskompanie

Das Verbandsabzeichen des I. Korps wurde von den Soldaten des Stabes des Korps und von den Soldaten der Korpstruppen getragen.
Das „interne Verbandsabzeichen“ des Stabes und der Stabskompanie zeigte den Bundesadler ähnlich wie im Verbandsabzeichen des I. Korps und ähnlich wie im Barettabzeichen der Instandsetzungstruppe Kanonenrohre, eine Rakete, ein stilisiertes Zahnrad und ein künstlerisches Atommodell auf der blauen Waffenfarbe der Truppengattung. Die abgebildeten Geräte standen für die Wartung und Instandsetzung der Waffensysteme, der elektronischen und mechanischen Systeme des Korps.